# Alysicarpus pilifer
Alysicarpus pilifer là một loài thực vật có hoa trong họ Đậu. Loài này được (Prain) J.L. Ellis miêu tả khoa học đầu tiên năm 1987.